# Mercury-Atlas 6
Mercury-Atlas 6 (MA-6) fu una missione nello spazio equipaggiata nel corso del programma Mercury degli Stati Uniti d'America. Il pilota John Herschel Glenn fu il primo astronauta americano in orbita intorno alla Terra.

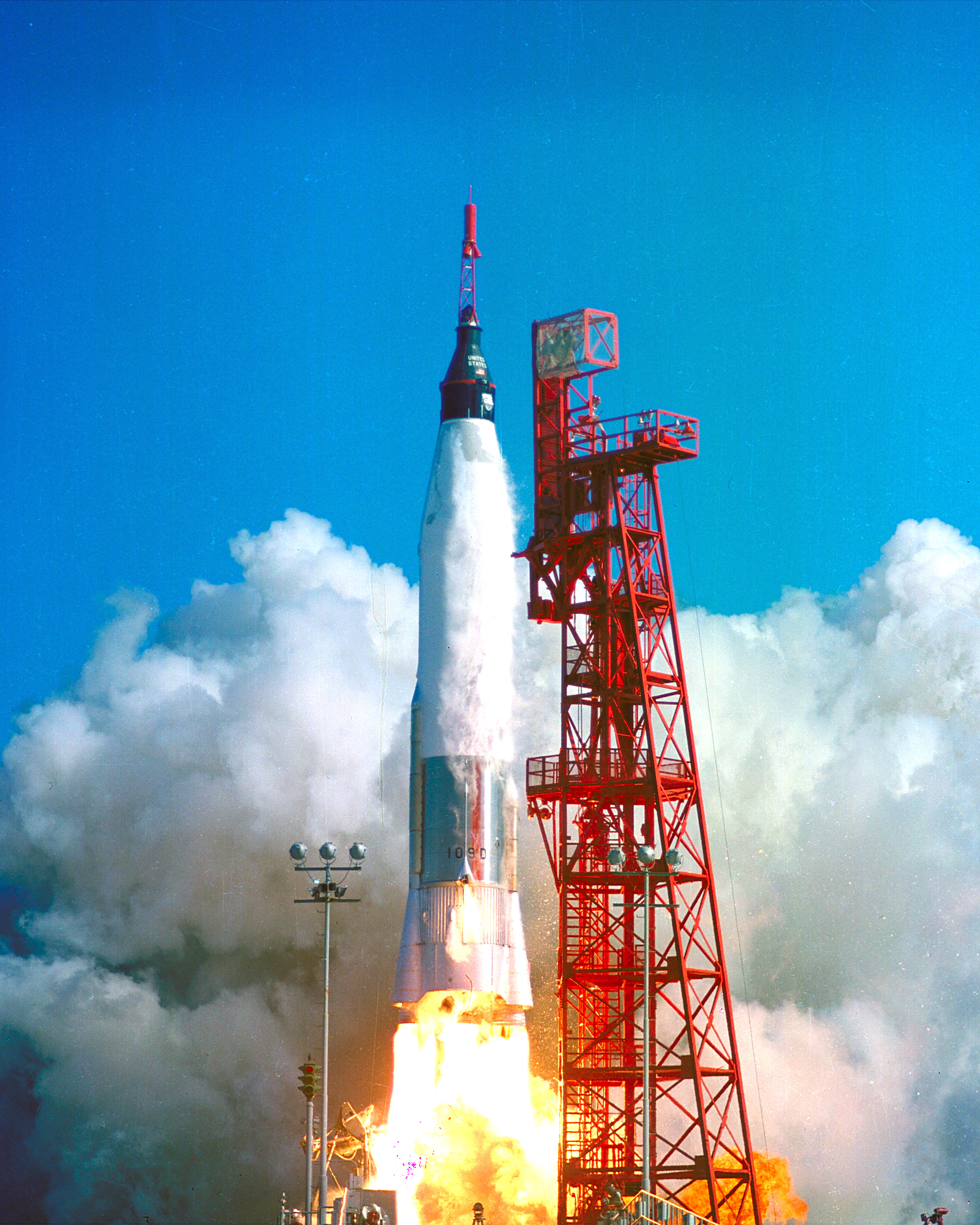
Il lancio della Mercury-Atlas 6 con John Glenn a bordo della capsula Friendship 7

## L'equipaggio
Il 29 novembre 1961, dopo il successo della missione Mercury-Atlas 5 equipaggiata da uno scimpanzé, la NASA diede l'annuncio ufficiale che il successivo volo del programma Mercury sarebbe spettato a John Herschel Glenn. Al contrario delle precedenti missioni di Alan Shepard e Virgil Grissom questa volta l'obiettivo della missione era di portare la capsula Mercury in un'orbita intorno alla Terra.
Pilota di riserva venne nominato Scott Carpenter.
Glenn scelse il nome di Friendship 7 (Amicizia 7) per la sua capsula, in onore dei primi sette astronauti del programma spaziale USA.

## Preparazione
Mercury-Atlas 6 fu il primo volo con equipaggio da eseguire con un razzo vettore del tipo Atlas. Le precedenti missioni Mercury-Redstone 3 e Mercury-Redstone 4 erano stati voli suborbitali con l'ausilio del razzo vettore del tipo Redstone.
Eseguita con successo la missione di collaudo Mercury-Atlas 5 si poté finalmente mirare al raggiungimento del fine primario del programma Mercury, cioè di portare un astronauta americano in orbita intorno alla Terra. Per la missione Mercury-Atlas 6 vennero programmate sette orbite intorno alla Terra.
La capsula spaziale con il numero di serie 13 venne consegnata a Cape Canaveral il 27 agosto 1961. L'assemblaggio in punta al razzo vettore fu concluso il 2 gennaio 1962. Nelle settimane e nei mesi prima del lancio Glenn e l'equipaggio del centro di controllo a terra eseguirono una miriade di esercitazioni di volo, sia nell'apposito simulatore come pure nella rampa di lancio.
Il volo venne in un primo momento programmato per il 27 gennaio, dovette però essere spostato più volte a causa del cielo coperto che non consentiva la ripresa di immagini televisive della fase di lancio. Inoltre venne accertato un difetto nel serbatoio di carburante che rese necessaria un'ulteriore riparazione.

## La missione

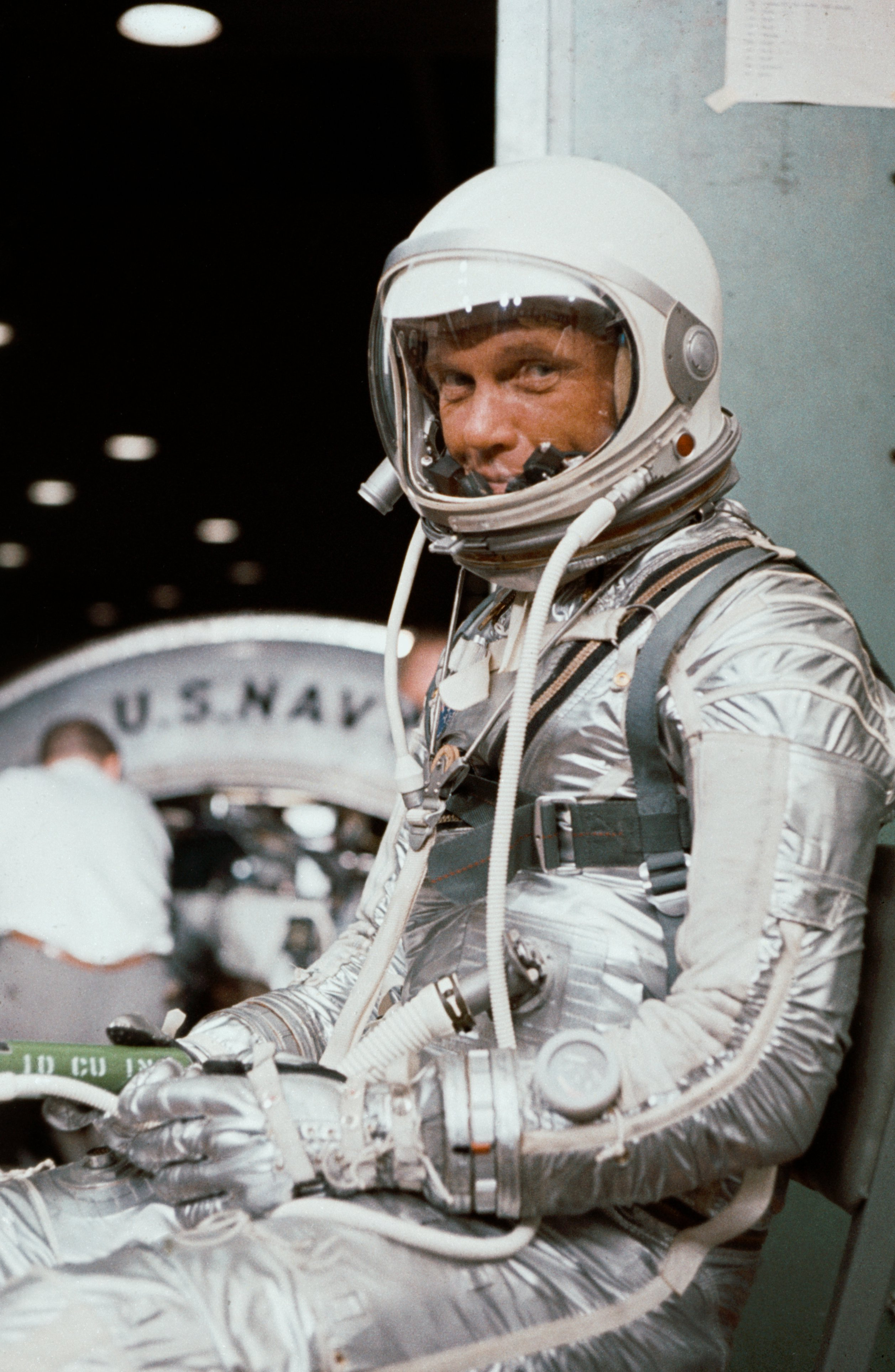
John Glenn poco prima del lancio

Il 20 febbraio la missione Mercury-Atlas 6 venne finalmente lanciata. Dieci minuti più tardi, la capsula Friendship 7 si trovava in orbita.
Durante la seconda orbita intorno alla Terra, gli appositi indicatori luminosi della capsula segnalarono che lo scudo termico non si trovava più nella posizione corretta. Se detta indicazione fosse stata corretta avrebbe significato che la Friendship 7 si sarebbe bruciata durante la fase di rientro nell'atmosfera terrestre. Pertanto il centro di controllo decise di procedere con l'unica opzione possibile in tale circostanza, cioè di non staccare i retrorazzi frenanti (come durante le precedenti missioni), bensì di mantenerli in posizione. Con tale azione si sperava che lo scudo termico parzialmente staccato sarebbe rimasto più facilmente in posizione fino a quando l'aumento della pressione durante il rientro nell'atmosfera lo avrebbe automaticamente schiacciato contro la capsula mantenendolo in posizione.
Durante il rientro la Friendship 7 iniziò a dondolare notevolmente tanto che il carburante per la regolazione del posizionamento fu ben presto esaurito. In più il paracadute si aprì molto prima del previsto. Questo comunque contribuì a stabilizzare la capsula e consentì un atterraggio nelle acque dell'oceano Atlantico senza particolari problemi.
Siccome la Friendship 7, a causa dell'esaurimento del carburante, divenne notevolmente più leggera di quanto precedentemente calcolato, il punto d'atterraggio previsto venne mancato di oltre 60 chilometri. L'incrociatore USS Noa raggiunse la capsula e la portò a bordo con l'astronauta ancora all'interno. Solo dopo questo recupero, Glenn azionò il congegno esplosivo per staccare il portello d'uscita. Durante questa manovra si ferì lievemente alla mano, fatto che comunque intercorse a tutti gli astronauti delle missioni successive. L'astronauta venne immediatamente visitato e sottoposto ad accurate analisi mediche. Oltre a essere sfinito e soffrire di sete non dimostrò comunque di aver subito particolari inconvenienti fisici durante la missione.
La missione di Glenn sarà per lungo tempo il suo unico volo nello spazio. Nel 1998, dunque all'età di 77 anni, parteciperà alla missione dello Space Shuttle STS-95 per studi sulla fisiologia dell'uomo in età avanzata e i suoi problemi nello spazio. Il volo fu un successo.

## Importanza per il programma Mercury
Con questa missione del primo americano in orbita terrestre, gli Stati Uniti avevano raggiunto l'Unione Sovietica nella corsa verso lo spazio, anche se questa rimase in vantaggio per quanto riguardava il numero e la durata dei voli. Glenn venne festeggiato come un eroe. Infatti con tale missione era stato raggiunto l'obiettivo primario di tutto il programma Mercury. Ciò nonostante furono immediatamente programmate ulteriori missioni con capsule Mercury lanciate con razzi vettori del tipo Atlas. Infatti per la missione Mercury-Atlas 7 Deke Slayton era già stato annunciato ufficialmente come pilota della missione.

## Altri dati
- Velocità massima: 28 205 km/h (17 526 miglia orarie)
- Accelerazione raggiunta: 7,7 g (74,5 m/s²)